# Dennis Davis

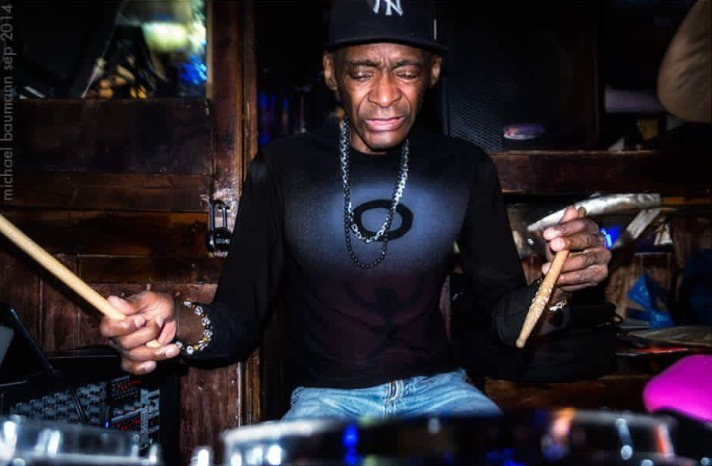
Dennis Davis

Dennis Joseph Davis (* 28. August 1949 in Manhattan, New York City; † 6. April 2016) war ein US-amerikanischer Schlagzeuger.

## Leben und Werk
Dennis Davis war Sohn der Alice und des „Sugarfoot“ Davis. Er wuchs mit seinen zwei Schwestern Denise und Danna und seinem Bruder Butch in Manhattan auf. Sein Onkel begeisterte ihn schon früh für Schlagzeug und Percussion, sodass Dennis bereits im Alter von acht Jahren Unterricht bei George Scott nahm. Davis war zudem Schüler von Max Roach und Elvin Jones, bevor er 1967 der Clark Terry Big Band beitrat. Während seines Militärdienstes im Vietnamkrieg von 1969 bis 1970 trat er als Mitglied des US Navy’s Drum and Bugle Corps auf; bei einem Einsatz wurde er jedoch auch verwundet. Als er in die USA zurückkehrte, schloss er sich der Band von Roy Ayers an.
Davis spielte in den 1970er und 1980er Jahren Schlagzeug auf sieben von David Bowies Alben: Young Americans (1975), Station to Station (1976), Low (1977), Stage (1978), “Heroes” (1977), Lodger (1979) und Scary Monsters (And Super Creeps) (1980). Er begleitete Bowie auf seinen Tourneen in den 1970er Jahren und noch einmal in den frühen 2000er Jahren, als er bei David Bowies Live-Auftritten Percussion spielte, darunter auch bei dessen letzter Tournee A Reality Tour im Jahr 2003. Der Schlagzeuger in Bowies Band war nun Sterling Campbell, der zuvor ein Schüler von Davis gewesen war.
Weitere Künstler, mit denen Davis zusammenarbeitete, waren George Benson, Iggy Pop (Album The Idiot, 1977), Jermaine Jackson (Album Let's Get Serious, 1980) und Stevie Wonder (Hotter Than July, 1980; Journey Through the Secret Life of Plants, 1979; Original Musiquarium, 1982 und Characters, 1987). Dennis stieg 1991 wieder in Roy Ayers Band ein, mit der er im Studio arbeitete und auf Tournee ging.
Dennis Davis starb 2016 nach langer Krebskrankheit. Er hinterließ seine Ehefrau Utako und seine fünf Kinder Darien, Naoto, Erika, Kait und Hikaru.